# Johann von Falkenstein
Johann(es) von Falkenstein war zwischen 1138 und 1145 (1141?) (Gegen-?) Abt des Klosters St. Georgen im Schwarzwald.
Die im Hochmittelalter niedergeschriebenen St. Georgener Annalen erwähnen zu 1138 und 1145 die Ein- und Absetzung Johanns als St. Georgener Abt. Die frühneuzeitliche Überlieferung des St. Georgener Klosters sah (zu Recht?) in dem in den Annalen genannten Abt einen Edelherren von Falkenstein, jedenfalls ein Mitglied der Adelsfamilie von Kappel-Falkenstein. 1138 war Johannes von Papst Innozenz II. (1130–1143) als St. Georgener Abt eingesetzt worden, der „geliebte Sohn Johann“ erhielt am 14. April 1139 die päpstliche Bestätigung der libertas Romana („römische Freiheit“) sowie des Besitzes und der Rechte des Schwarzwaldklosters. Später soll er – der Klosterüberlieferung aus dem 18. Jahrhundert zufolge – die Klostervogtei an seine Familie übertragen haben. 1145 (1141?) trat er zurück, und sein Amtsvorgänger Friedrich (1134–1138, 1145–1154) wurde „mit Erlaubnis des Papstes“ wieder in St. Georgen eingesetzt. Johann soll sich in das St. Georgener Priorat Rippoldsau zurückgezogen haben. Zusammenfassend offenbaren damit die Vorgänge um die Äbte Friedrich und Johann massive Auseinandersetzungen innerhalb des noch unter Abt Theoger (1088–1119) so einigen St. Georgener Reformkonvents.